# Награда Отечества
Награда Отечества (латыш. Tēvzemes balva) — премия Латвийской Республики, вручалась в период с 1937 по 1940 год за заслуги в различных областях (политика, оборона государства, спорт, наука, литература, искусство и др.). Награду могли получить только граждане, учреждения или организации Латвии. 15 мая каждого года (в день переворота Улманиса) вручалось не более 6 наград.
Для накопления необходимых средств был создан Фонд награды Отечества, председателем управляющего совета которого стал президент Латвии Карлис Улманис. В декабре 1940 года фонд был ликвидирован. В 1995 году премия была символически восстановлена как Премия Кабинета министров.

## История
Награда учреждена 12 мая 1937 года принятием Кабинетом министров Латвийской Республики «Закона о награде Отечества». Согласно закону, награда присуждалась как «государственное признание и благодарность за выдающиеся заслуги перед народом и государством, как за отдельные заметные труды, так и за заслуги за более длительное время в области науки, искусства, литературы, строительства, экономики, образования, общественной, национальной обороны и политики».
Премия присуждалась Фондом награды Отечества (председатель — президент Латвии, члены: министр образования, министр общественных дел, ректоры Латвийского Университета, Консерватории и Академии художеств, заместитель председателя — назначенное президентом лицо). Согласно закону ежегодно присуждалось не более 6 премий не менее чем в 3000 латов каждая.

## Внешний вид
Закон постановлял вручать денежную премию вместе с дипломом и нагрудным знаком. Конкурс на диплом, знак и печать был объявлен в декабре 1938 года.
Диплом должен был быть изготовлен в двух цветах, размером 45 х 27 см. В верхней части следовало поместить изображение знака награды Отечества, а внизу слева — рельефную печать. В дипломе обязательно должен был присутствовать текст: «Дума Фонда награды Отечества за выдающиеся заслуги перед народом и Латвийским государством присудила награду Отечества» (латыш. Tēvzemes balvas fonda dome par izciliem nopelniem tautas un Latvijas valsts labā piešķīrusi Tēvzemes balvu). Были объявлены три премии в 300, 200 и 150 лат.
Нагрудный знак должен был быть овальным, размером 5 х 3 см, из золота или серебра, с эмалью или без; для повседневного ношения предназначалась лента или розетка. Были объявлены три премии в 200, 100 и 75 лат.
Конкурсные работы следовало присылать до 31 января 1939 года. Материалов о конкурсе не найдено, и неизвестно, были ли дипломы и нагрудные знаки изготовлены и вручены.

## Лауреаты награды Отечества
- Янис Акуратерс (писатель)
- Адолфс Кактыньш (оперный певец)
- Милда Брехмане-Штенгеле[латыш.] (оперная певица)
- Алексис Миерлаукс (режиссёр)
- Язепс Витолс (композитор)

1938
- Вилис Плудонис (писатель)
- Эдвартс Вирза (писатель)
- Вильгельм Пурвитис (живописец)
- Карлис Зале (скульптор)
- Петерис Шмитс (фольклорист)
- Херманис Энзелиньш[латыш.] (общественный деятель)

1939
- Аспазия (поэтесса)
- Юлия Скайдрите[латыш.] (актриса)
- Янис Эндзелинс (профессор)
- Юрис Бебрис[латыш.] (педагог)
- Алфредс Калниньш (композитор)
- Янис Мазверситис[латыш.] (агроном)

1940
- Людвиг Кундзиньш[латыш.] (профессор)
- Август Тентелис (профессор)
- Эйжен Лаубе (архитектор)
- Валерия Сейле[латыш.] (педагог)
- Янис Далиньш (спортсмен)
- Альфред Берзиньш (политик)